# John de Courcy (lord d'Ulster)
Pour les articles homonymes, voir Courcy.

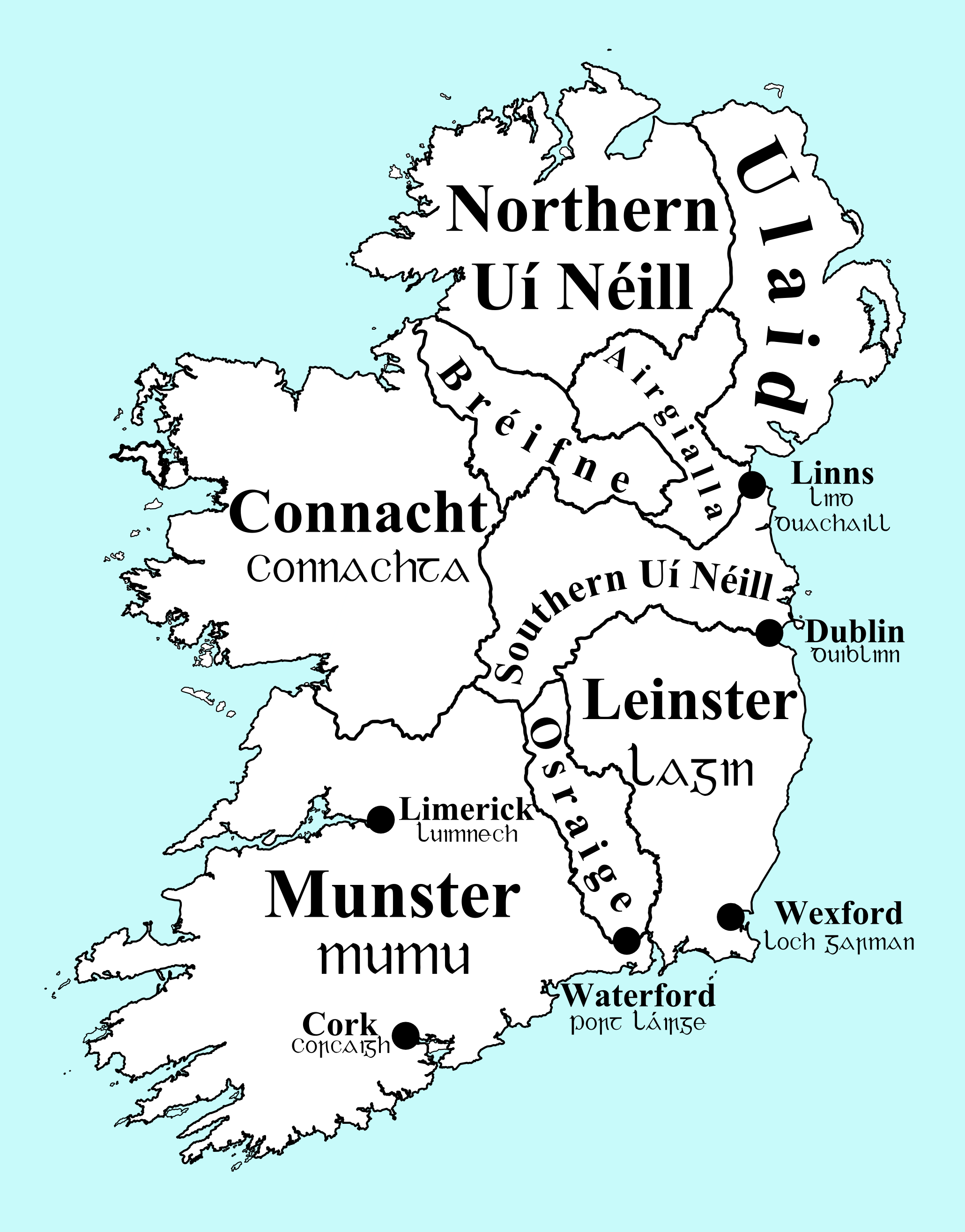
Les royaumes d'Irlande en 900

John de Courcy (c.1150-c.1219) est un chevalier normand, conquérant de l'Ulster. Il fait partie des nobles normands qui passent en Irlande dans le courant du XIIe siècle, où le roi de Leinster, Diarmait Mac Murchada, les avait appelés pour l'aider à recouvrer son royaume. En 1185, il a été fait justicier d'Irlande par le roi Henri II. Les chroniqueurs de l'époque lui donnent le titre de prince d'Ulster et des historiens modernes comme Orpen considèrent qu'il l'a été de facto. Il a dû rendre ses conquêtes sous Jean sans Terre.

## Origines

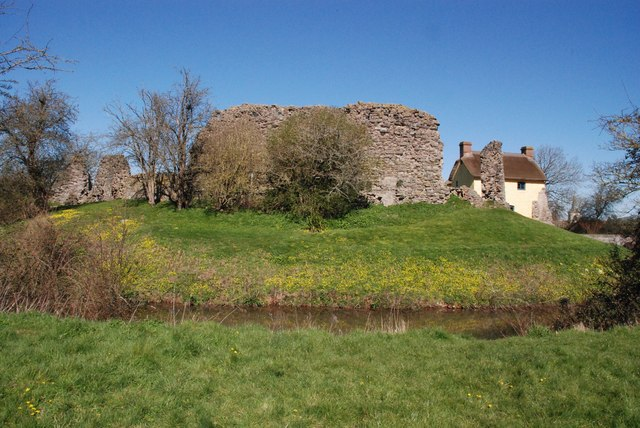
Château de Stoke-Courcy

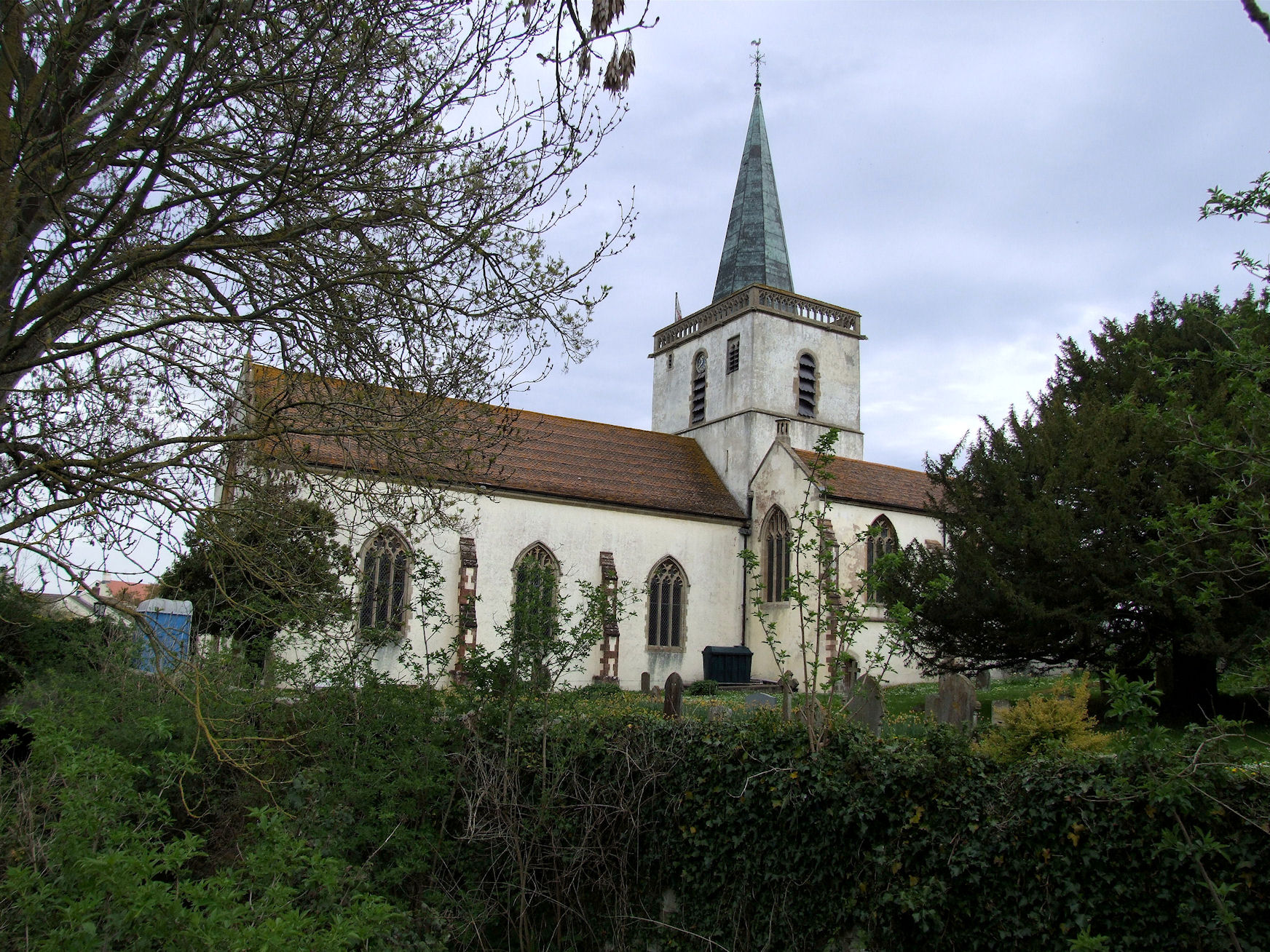
St Andrew de Stoke-Courcy

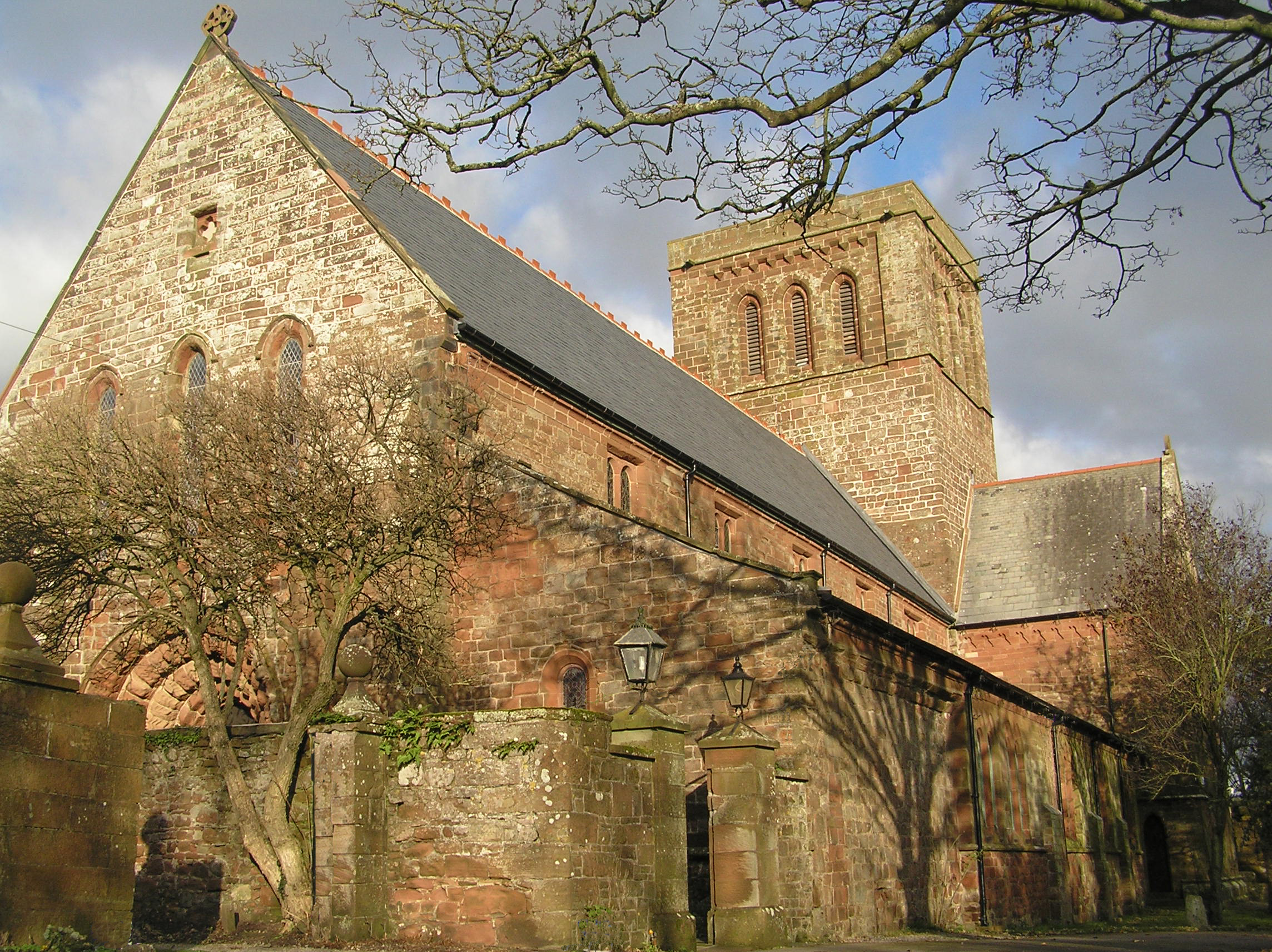
Prieuré de St Bees

La famille de Courcy est une famille de grands barons normands originaire de Courcy (Calvados), dont une branche, celle de William I, s'est installée en Angleterre après la Conquête. William I épouse Emma de Falaise, fille de Guillaume (en), qui lui apporte l'honneur ou baronnie de Stoke, sur la côte du Somerset. À Stoke-Courcy (depuis, Stogursey) existe un château-fort sur motte dont il fera sa résidence. Ils ont au moins un fils, William II, né après 1100, marié vers 1125 avec Avice (ou Amicie) de Meschines, riche héritière d'une partie des domaines considérables de son père, Guillaume de Meschines (en), qui possède, entre autres, deux baronnies dans le nord du pays, Copeland et Skipton. William II et Avice ont d'après les actes quatre garçons : William III, l'aîné, qui héritera de la quasi-totalité des biens de ses parents, Richard et Robert, morts jeunes, et Jordan. Comme divers autres actes mentionnent que John de Courcy est le frère d'un Jordan, plusieurs auteurs en ont déduit que John était le frère de William III. Mais le père de ce dernier est mort vers 1130. Pour des raisons de chronologie, John ne peut avoir eu soixante-dix ans ou plus quand il combattait furieusement en Irlande. William Farrer et Charles Travis Clay sont les premiers à le relever. Ils pensent que John est plutôt un neveu de William III. Steve Flanders va plus loin et pense qu'il y a eu deux Jordan : il propose de faire de John un fils du premier et un frère du second. Il assigne en outre à notre John une date de naissance autour de 1150. Tout ceci est fort plausible. Il est à noter que donner les mêmes prénoms de père en fils est un usage courant à l'époque. Ainsi, chez les Courcy, il y a eu des deux côtés de la Manche des Guillaume (William), Richard et Robert en série, ce qui ne va pas sans poser de problèmes aux généalogistes...
Les liens entre John et les Courcy anglais ont été étudiés par Seán Duffy. Ils sont d'abord d'ordre spirituel : les membres d'une même grande famille ont un devoir moral, celui de soutenir les institutions religieuses fondées par leurs ancêtres. John fera de nombreux dons à des abbayes ou prieurés fondés par ses ancêtres, mais également qu'il dotera d'autres abbayes fondées en Irlande par lui mais rattachées à celles de la famille. Il fait ainsi des dons au prieuré de St Andrew à Stoke, fondé par le beau-père de William I, Guillaume de Falaise. Il lui donne en particulier des terres dans la péninsule d'Ards pour y fonder un prieuré qui sera placé sous sa dépendance (St Andrew of the Ards ou Black Abbey). Ou encore il se joint à son frère Jordan pour un don au prieuré de St Bees, près d'Egremont, fondé par Guillaume de Meschines, beau-père de William II, et place sous sa dépendance le prieuré de Nendrum fondé par lui en 1179.
Et puis il y a un lien matériel : le fief de Middleton (Middleton-Cheney) dans le Northamptonshire. Ce fief fait partie de la baronnie de Meschines. Vers 1180, il apparaît dans l'inventaire du douaire constitué pour Affreca (en), qu'épouse John. Sa transmission à ce dernier n'est pas établie : Steve Flanders dit qu'il a dû être donné à Jordan père de John par son frère William III, mais cela reste une supposition. John en a distrait des terres qu'il a données aux moines de moines de Canons Ashby (en), toujours dans le Northamptonshire. On notera au passage que le contrat de mariage de John et d'Affreca est conservé dans le cartulaire de Canons Ashby. Au moment où la relation entre John et Jean sans Terre deviendra très conflictuelle, Middleton en fera les frais, saisi une première fois par le roi en 1203 pour être confié à un Courcy par alliance,Warin fitzGerold (en) , second mari d'Alice de Courcy, rendu peu après à John et confisqué à nouveau en 1205.

## En Irlande

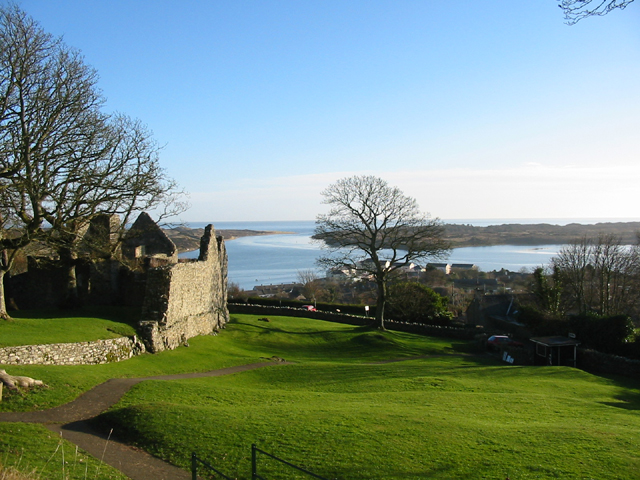
Le château de Dundrum dans le comté de Down

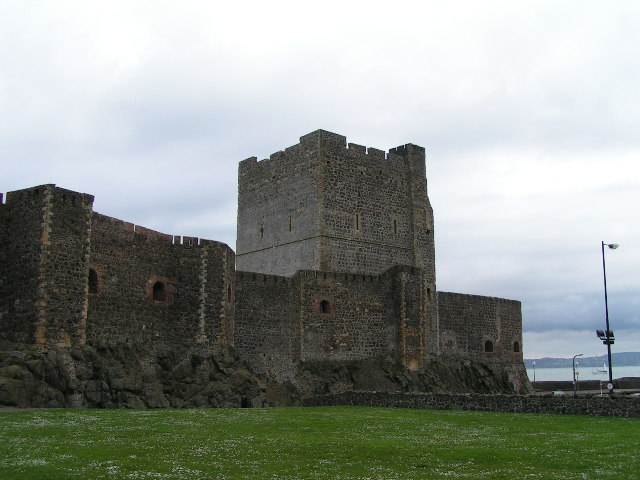
Le château de Carrickfergus dans le comté d'Antrim

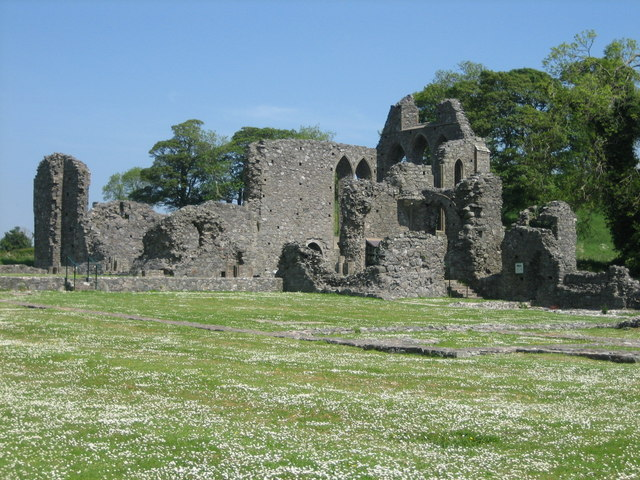
Inch Abbey, fondée par John de Courcy

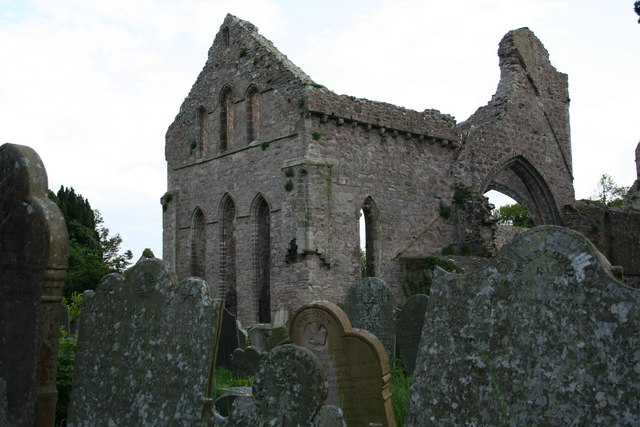
Grey Abbey, fondée par Affreca

Carte d'Irlande du Nord

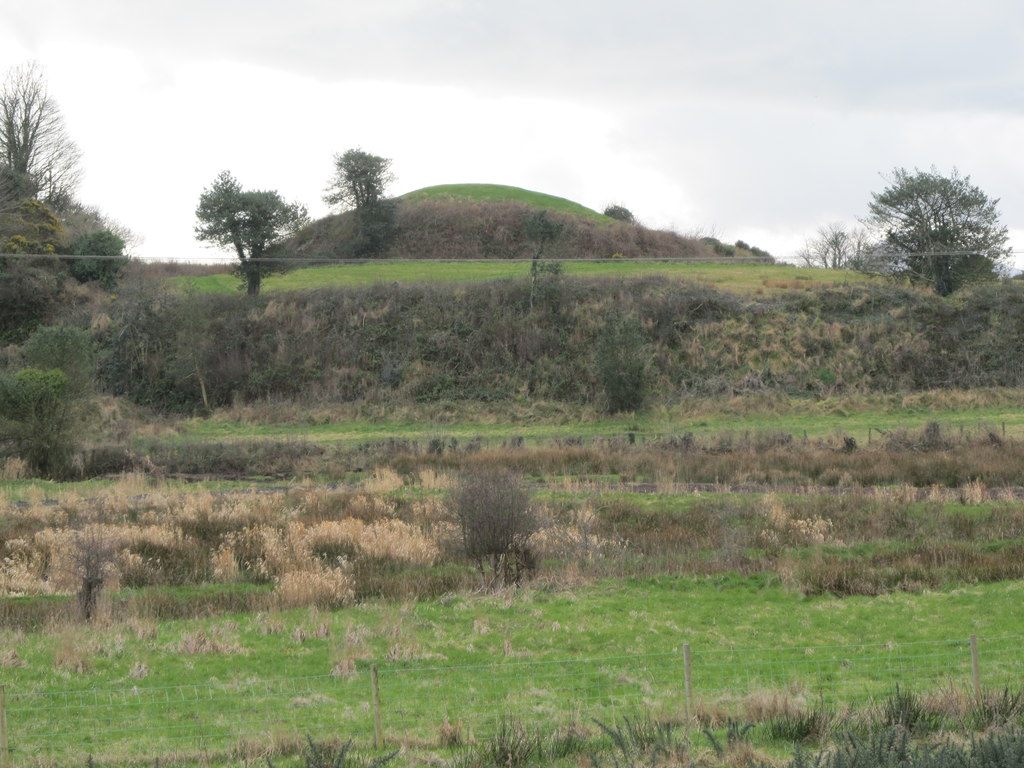
Mound of Down (Geograph.org.UK)

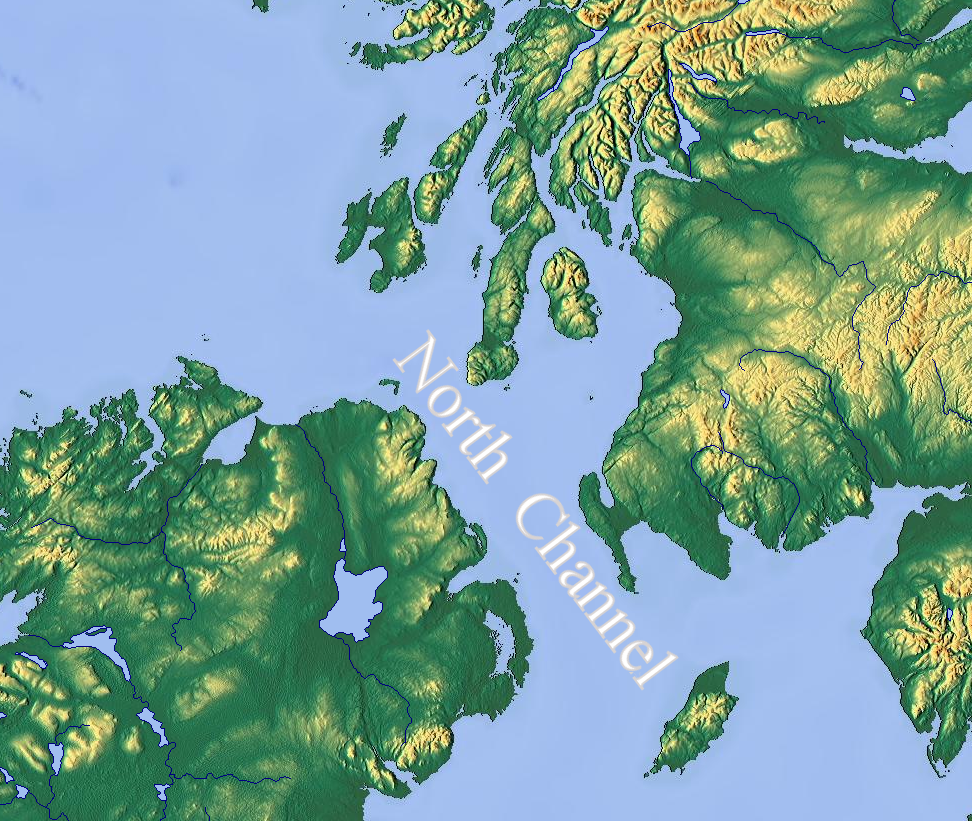
L'île de Man, entre Cumbria et Ulaid, avec Galloway au nord

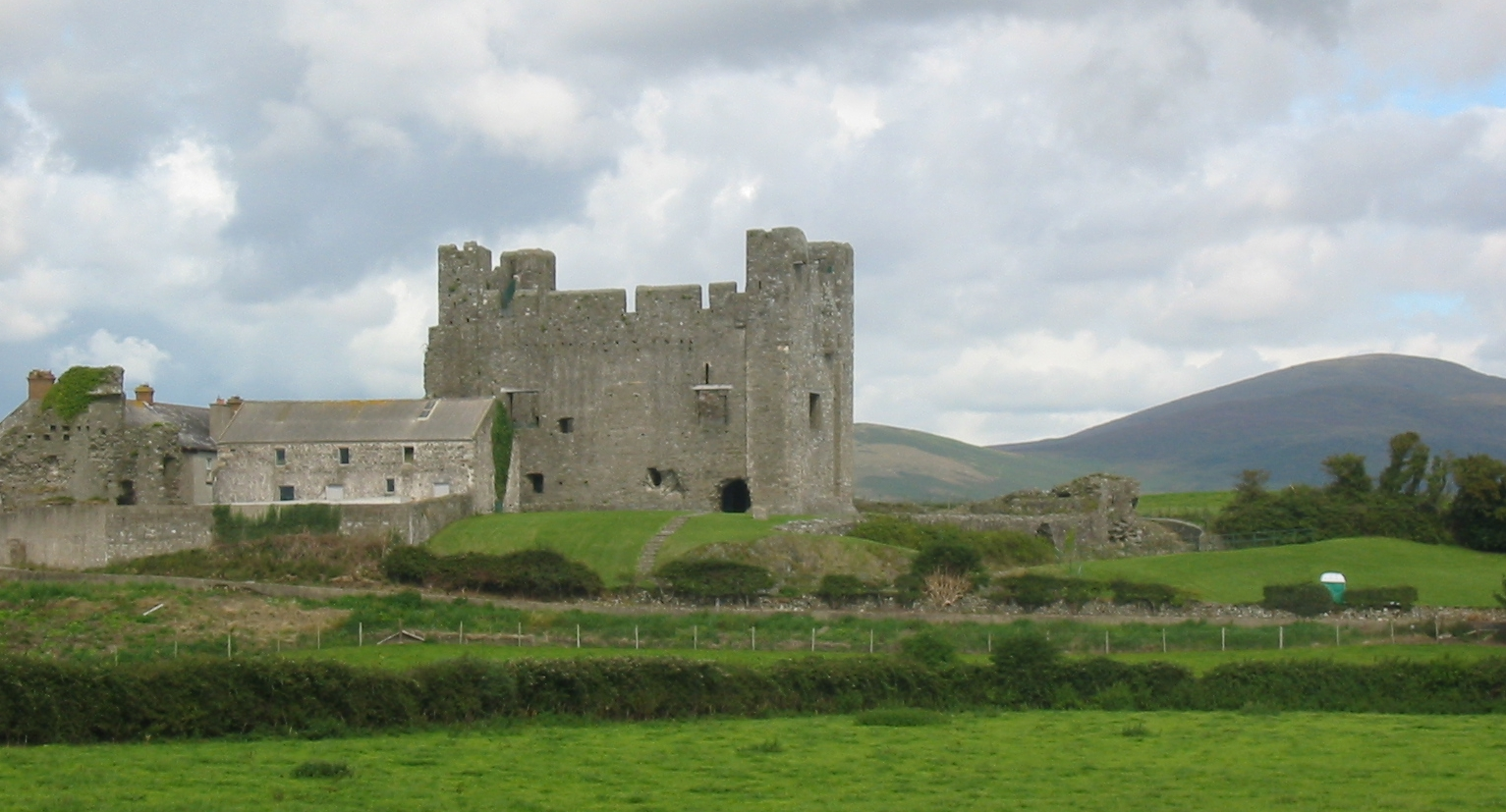
Greencastle, comté de Down

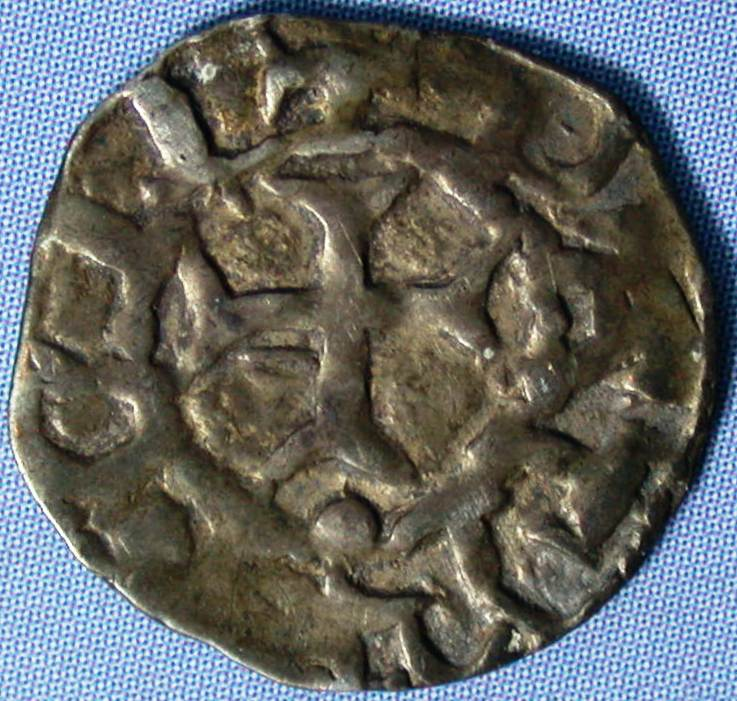
monnayage John de Courcy

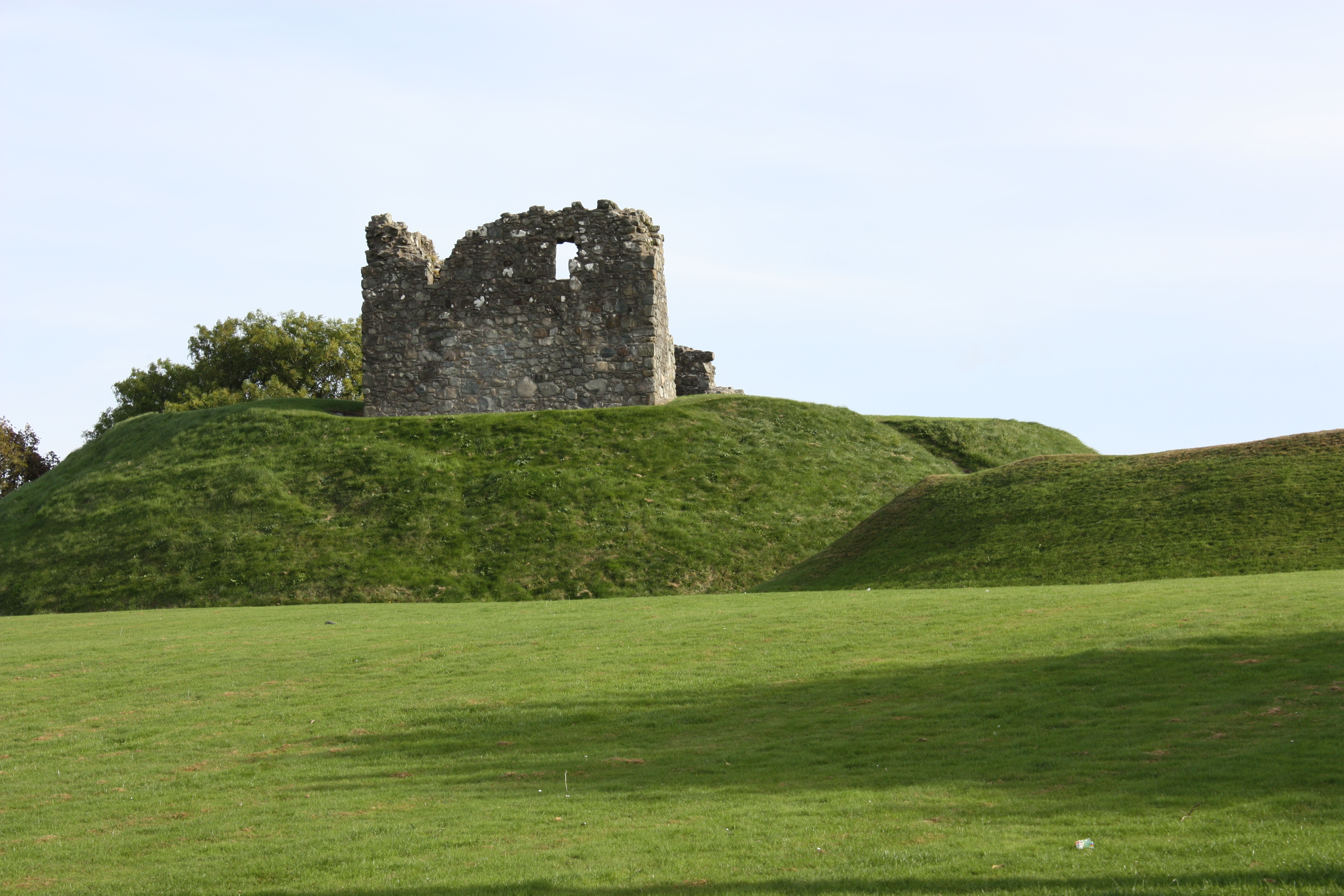
Clough castle, comté de Down

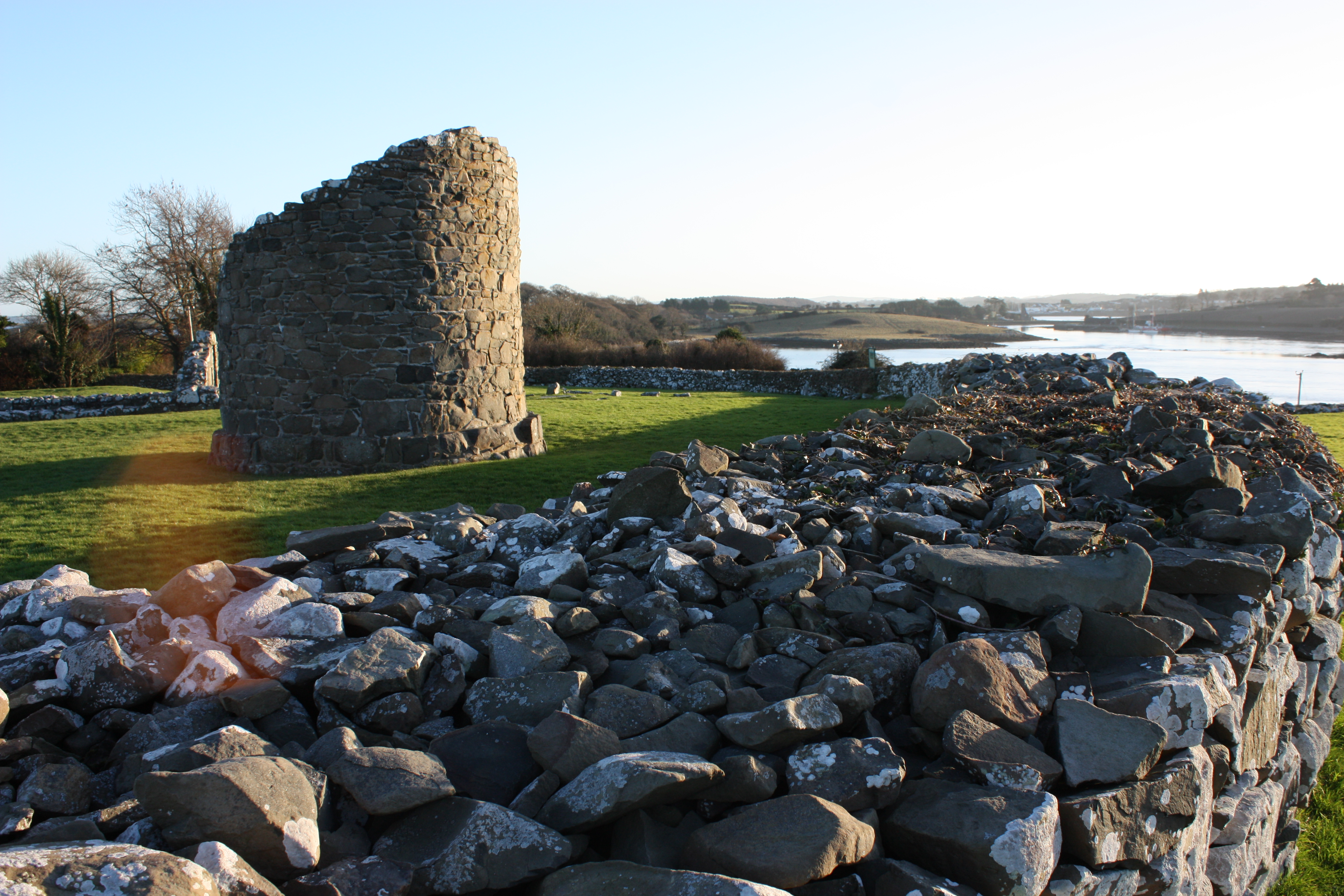
Le prieuré de Nendrum

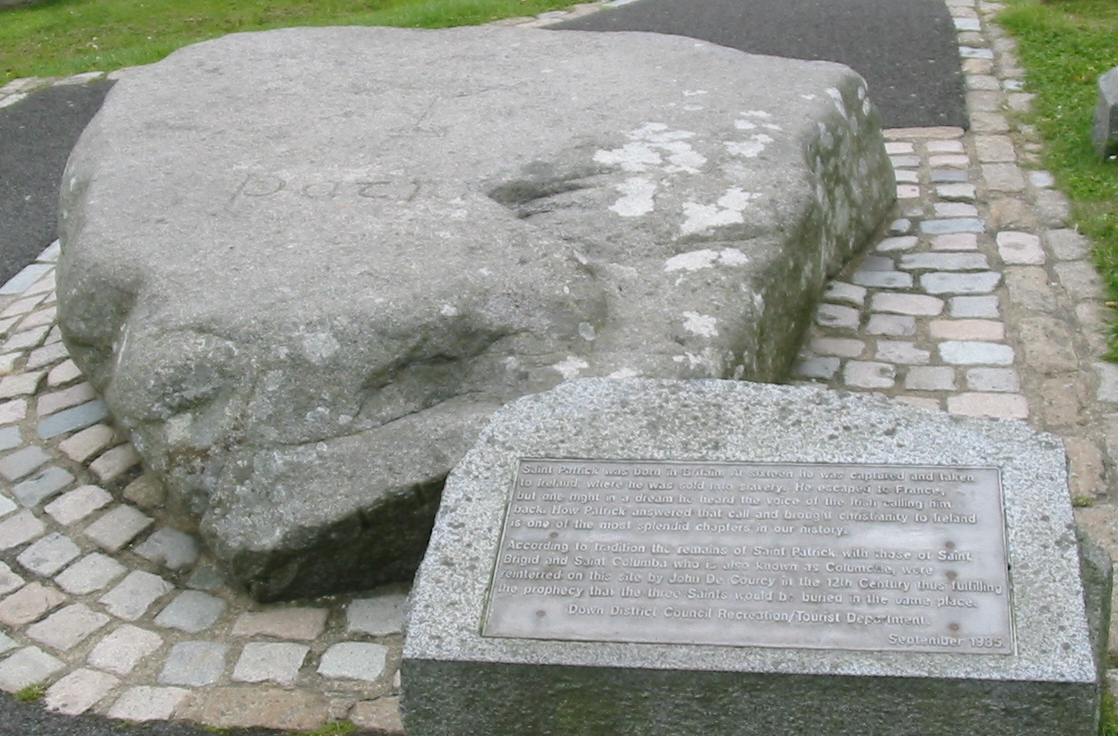
Tombe (factice) de saint Patrick à Down

En tant que cadet de famille peu richement doté, John est incité à rechercher la fortune des armes. Il dispose cependant dès l'origine d'un capital humain dont on mesurera l'étendue : les chevaliers de son voisinage ou qui dépendent des baronnies de la famille. Il pourra grâce à eux se constituer une équipe de fidèles qui le suivra jusqu'au bout, et que les historiens modernes (Orpen (en), Lydon (en) ou Duffy) ont étudiée. Ce sera une des raisons principales de ses succès.
En 1166-67, le roi de Leinster, Dermot MacMurrough, chassé de son royaume, vient chercher l'aide d'Henri II. Ce dernier lui permet de lever une petite troupe parmi les chevaliers cambro-normands, c.-à-d. de l'ancien Pays de Galles. Il reçoit l'appui de la grande famille des Barry (en), dont font partie Robert FitzStephen (en) et le chroniqueur Gerald of Wales (Giraud de Barri ou Giraldus Cambrensis), dont John comprendra vite l'importance pour relater ses hauts faits. Avec les Barry viendront leurs proches cousins de la famille FitzGerald, ainsi que Milo de Cogan et son frère Richard, autres Cambro-Normands. Un haut personnage de la région, Richard de Clare, comte de Pembroke et parent de William III de Courcy par Isabelle de Vermandois, promet aussi de venir, mais il attendra 1170 pour se manifester, alors que les autres guerroient depuis déjà un an.
Richard de Clare, dit Strongbow, réussit à remettre Dermot sur son trône de Leinster et épouse sa fille. Dermot meurt au printemps 1171. Strongbow est alors l'objet de furieuses attaques des Irlandais et Henri II intervient à l'automne à la tête d'une importante armée. On y trouve Hugh de Lacy (+ 1186), et apparemment John de Courcy. Comme le fait n'est mentionné que dans le song of Dermot, écrit quelques décennies plus tard, les historiens ont un doute, mais beaucoup pensent la chose plausible. On y trouve la relation d'un dialogue entre John et Henri II fort savoureux : à John qui se vante de pouvoir conquérir l'Ulster, le roi répond qu'il le lui donnera volontiers si a force le peust conquere! Il rentre en Angleterre avec Henri II en 1172, et ne revient en Irlande qu'en 1176. Ce sera le début de sa guerre de conquêtes.

### Son caractère
Gerald of Wales nous a laissé un portrait de John au chapitre XVII du livre II de La Conquête de l'Irlande. Tous les historiens l'ont repris à l'unisson. James Ramsay le résume ainsi : « An ideal leader of viking and buccaneering enterprise. Tall, fair and large of limb, of indomitable strength and courage, he had a perfect passion for fighting and adventure, always to the front in time of danger ». Au combat, il frappe d'estoc et de taille en coupant bras, têtes et jambes : « Nunc caput hab humeris, nunc arma a corpore, nunc brachia separabat ». Par contraste, dans la vie privée, il est modeste, sobre et pieux, and gave to God the glory of all his victories. On peut même dire que sa foi est extrême, comme on le verra par ses fondations d'abbayes, ses dotations aux églises, sa pratique religieuse.
Naïveté ou calcul, il est en même temps fasciné par les prophéties, surtout celles qui peuvent s'appliquer à son action, au point de se laisser guider par elles et de tomber dans la prophétie autoréalisatrice. Gerald of Wales ne manque pas de souligner que la prédiction de Merlin sur la conquête de l'Ulster s'applique parfaitement à John. Il y parle d'un chevalier blanc sur un cheval blanc et ayant des oiseaux sur son bouclier qui sera le premier à entrer dans le royaume d'Ulster par la force des armes. Or les armes des Courcy anglais comportent trois aigles aux ailes déployées... De quoi frapper des esprits portés sur la superstition ! Gerald of Wales ajoute que John a toujours à portée de main le livre de prophéties de saint Colomba, l'évangélisateur de l'Irlande, dont il se sert et qui le guide.

### Son entourage
Des chevaliers qui l'ont suivi en 1177, on connaît seulement le nombre : ils étaient vingt-deux. On pourra mettre des noms par la suite en regardant la liste des fiefs qu'il a accordés en Ulster ou celle des membres de sa cour. La liste la plus précieuse et la plus significative est celle des chevaliers qui ont accepté d'offrir leur fils comme otage pour libérer John, capturé par les Lacy en 1204. Outre John de Courcy junior, ils étaient sept : William Savage, Roger de Chester, Augustine de Ryedale, William Hacket, William Sarazin, Richard FitzRobert, et Adam Camerarius (ce dernier désigné par sa fonction : chambellan). Trois d'entre eux sont connus comme officiers de sa cour : Richard FitzRobert, sénéchal, Roger de Chester, connétable, et donc Adam, chambellan. On trouve encore deux noms d'officiers de John cités dans une charte de donation à l'abbaye St Thomas de Dublin : Roger Poer, maréchal (du palais), et Henry Purcell, aussi connétable. La notice du DNB de Roger Poer précise qu'il a fait partie de la première équipe, celle des 22. Plusieurs des compagnons de John seront à l'origine de belles lignées irlandaises ou anglaises, Purcell, Poer et Savage en particulier.
Seán Duffy a étudié l'origine géographique des hommes de John. Pour lui, leur recrutement s'est effectué très clairement dans les domaines de William Meschin, et en particulier ses baronnies de Copeland (aussi appelé Egremont) et Skipton. On est géographiquement au nord de l'Angleterre, Yorkshire et Cumbria. De ces régions, il cite, outre les noms déjà évoqués, Richard Fitton (l'orthographe du nom est problématique), Gilbert et Roger de Croft, Roger de Dunsforth, Brian de Scalers, Robert et Stephen de Sandall, Richard de Talbot...
Les auteurs s'accordent à dire que John a créé de nombreuses baronnies en Ulster. Malheureusement, on n'en connaît que deux selon Orpen : Ards, aux Savage, et celle des Bissett dans le comté d'Antrim.

### La conquête de l'Ulster
Après la mort de Strongbow en avril 1176, Henri II nomme son maréchal, William FitzAudelin (en), comme justicier et gouverneur de l'Irlande. Il le flanque de trois adjoints : Miles de Cogan, Robert FitzStephen et John de Courcy. Mais FitzAudelin déçoit ses adjoints car il refuse de poursuivre la conquête. Les trois décident de passer outre. Alors que ses deux collègues visent le Connacht à l'ouest, John quitte Dublin fin janvier 1177 avec 22 chevaliers et 300 soldats (certains disent 700) ; il marche vers le Nord et quatre jours après (vers le 1er février), il s'empare de Down, capitale du royaume d'Ulaid en Ulster, forçant le roi Rory MacDonlevy à fuir. Il met la ville à sac. Le cardinal Vivien, légat du pape, qui se trouvait sur place, cherche à rétablir la paix en proposant que les assaillants se retirent moyennant une compensation financière, mais il n'est pas écouté.
Rory MacDonlevy, ayant recruté jusqu'à 10 000 hommes, s'avance pour délivrer sa capitale, mais John, pour éviter de se laisser enfermer dans son fort du Mound of Down, choisit de lui livrer bataille sur ses flancs à la tête de 700 hommes conduits par Almeric de St Lawrence et Roger Poer, et poursuit les assaillants dans les marais jusqu'à la rivière Quoile. Il met l'armée irlandaise en déroute après un combat homérique. Gerald of Wales parle d'un fleuve de sang dans lequel les soldats s'enfoncent jusqu'aux genoux, comme dans la prophétie de saint Colomba. Le 24 juin suivant, John de Courcy est à nouveau attaqué à Down par Rory MacDonlevy accompagné du roi des Cinel Owen et de l'archevêque d'Armagh portant des reliques précieuses. Il l'emporte et s'empare des reliques.
Pour asseoir ses conquêtes et mettre au pas les tribus du nord, il s'engage dans le comté d'Antrim, attaque le royaume de Dalaradie, puis vers l'ouest, ceux de Fir Li, de Ui Tuirtri et des Cinel Owen, brûle au passage Coleraine sur la côte nord et tue de nombreux chefs. Mais il n'est pas invincible : en 1178 il entre avec son armée dans le royaume d'Airgíalla où il est vigoureusement attaqué par le roi local flanqué encore une fois de Rory MacDonlevy. Courcy perd 450 hommes et est mis en déroute. Il est défait une seconde fois sur les frontières de Dalaradie. Blessé, il se sauve avec peine et se voit obligé de faire 30 miles à pied sans aucune aide, avant d'atteindre le château de Down. En 1182 enfin, John bat le roi des Cinel Owen à Dunbo (Downhill, dans le comté de Londonderry), et une forme de paix s'établit dans la région.

### Un prince en ses états
Les rois d'Irlande avaient guerroyé les uns contre les autres pendant des siècles avant de s'unir contre l'envahisseur. Mais les vieux réflexes ont vite repris le dessus et Rory MacDonlevy en a fait les frais, ce qui l'a poussé à se placer sous la protection de John. Il l'a même accompagné dans certaines de ses campagnes des années 1180. La paix relative qui s'établit permet à John de construire son royaume. D'abord, se marier : comme Strongbow avait épousé la fille du roi de Leinster, il se marie vers 1180 avec la fille du roi de Man, Affreca. Contrairement à Strongbow, il ne vise pas le trône, car le roi Godfred a des fils, mais c'est une alliance stratégique à plus d'un titre. L'île de Man est à mi-chemin entre les côtes de la Cumbria et celles du comté de Down ; elle peut servir de base arrière commode et John l'utilisera à cet effet par la suite. Quant au roi, il a un vieux contentieux avec son collègue d'Ulaid, basé sur des revendications territoriales et une menace d'annexion que les Irlandais ont fait peser sur lui. Il est donc un allié tout désigné pour John, d'autant qu'il dispose d'une flotte importante. D'après la légende, le mariage aurait eu lieu au château de Greencastle<, sur la côte sud du comté de Down, légende étayée par la présence d'un petit port facile d'accès pour les gens de Man. Par ailleurs, Godfred avait pour cousin germain Duncan, lord of Carrick et cohéritier du royaume semi-indépendant de Galloway en Écosse, qui se révélera un allié fervent de John.
Les chroniqueurs de l'époque qualifient John de prince. Contrairement à son successeur, Hugh de Lacy II, il n'a jamais eu le titre de comte d'Ulster mais il s'est effectivement comporté en souverain :
- il a distribué des terres à ses fidèles et créé des baronnies, dont seules deux sont encore connues (voir supra)
- il s'est constitué une cour d'officiers comme on en trouve dans les familles régnantes, avec sénéchal, maréchal du palais, connétable, chambellan...
- droit typiquement régalien, il a battu monnaie, dont on connaît une émission dédiée à saint Patrick, et une autre à son nom, frappées à Carrickfergus et Down. Il s'y présente même comme le roi d'Ulster[43]. C'est d'ailleurs le titre que lui donnera Jean sans Terre quand il lancera un mandat d'arrêt contre lui : Rex omnibus baronibus Ultoniæ[44].

Orpen dit que la clé de sa réussite est qu'il a été laissé libre d'agir, sans interférence du roi, de son gouverneur ou de son justicier. Il a d'ailleurs été nommé lui-même justicier d'Irlande fin 1185, à la suite de l'échec de la mission du futur Jean sans Terre, envoyé en Irlande comme gouverneur par Henri II, et il l'est resté jusque vers 1192. A ce titre, il a dû intervenir en 1188 au Connacht, en riposte à des attaques meurtrières de ce royaume contre les Anglais, mais son expédition n'a pas été un succès. Et en 1189, on connaît de lui une nouvelle incursion en Airgialla, où il pille Armagh, mais la frontière de son royaume reste la rivière Newry, c.-à-d. la limite actuelle entre les comtés de Down et Armagh.
La paix relative des années 1180-90 permet à John de lancer un programme de construction de places fortes et édifices religieux dont l'ampleur étonne : Steve Flanders donne le chiffre de 75 places fortes construites ou réaménagées. Il y a d'abord les mottes, au pied desquelles on trouve des terrains dotés de fossés et de larges enceintes extérieures (bailey, à rapprocher de basse-cour). Les forts au sommet des mottes peuvent être en bois (c'est le cas du Mound of Down hâtivement consolidé à l'arrivée de John), ou en pierre, comme celui de Clough. Même en pierre, les forts ont souvent disparu et ne reste plus qu'une imposante motte, comme celles de Dromore et Dundonald. Les côtes et les frontières terrestres (rivières Bann et Newry) ont été particulièrement fortifiées. Et puis il y a les châteaux à double fonction, défensive et résidentielle, tels que Dundrum (en) ou Carrickfergus. Ces deux châteaux ont été par la suite largement réaménagés, mais à Carrickfergus, situé au bord du golfe de Belfast, les appartements de John subsistent.
Après la conquête, John initie un vaste programme de patronage ecclésiastique. Il fonde des abbayes, des prieurés, réforme des monastères en choisissant des maisons-mères majoritairement en Cumbria :
- Il commence par le prieuré de Nendrum, sur une île du Strangford Lough et détruit par les Vikings, pour la refondation duquel il donne en 1179 des terres à l'abbaye bénédictine de St Bees.
- Il continue par Inch Abbey[55], tout près de Down, qu'il fait renaître pour compenser la destruction d'un monastère proche lors des combats de 1177, et qu'il rattache à l'abbaye cistercienne de Furness en Cumbria, où réside le célèbre moine Jocelyn, dont on reparlera.
- En 1183, c'est le prieuré de Saint Andrew of the Ards, dans la péninsule du même nom, aussi connu sous le nom de Black Abbey et rattaché au monastère des Courcy à Stoke. Après l'accaparement de ses terres par des seigneurs, il n'en reste plus rien[56].
- La même année, il installe à Down des Bénédictins venus de Chester qui formeront le chapitre de la cathédrale. Il faut savoir que le comte de Chester est un neveu de Guillaume de Meschines.
- Dans les faubourgs de Down, à Toberglory, il fonde le prieuré de Saint Thomas le Martyr, suivant la règle augustinienne et placé dans la dépendance de Sainte Mary de Carlisle (Cumbria).
- Dernière fondation à Down : le prieuré de Saint Jean le Baptiste, pour une communauté d'Augustiniens qui s'occupera des pauvres et des malades.
- À la suite d'un vœu, sa femme, Affreca, fonde en 1193 Grey Abbey, dans la péninsule d'Ards et à deux pas de Black Abbey. L'abbaye est placée dans la dépendance des Cisterciens de l'abbaye de Holmcultram en Cumbria. Il en subsiste des ruines d'une grande beauté.
- Dans le comté d'Antrim, il a fondé deux prieurés dans les années 1180 : Carrickfergus (Prémontrés) et Muckamore (Augustiniens).

Avec la dévotion manifestée à l'égard des saints irlandais, John franchit une étape de plus. Il s'agit de Patrick, Brigitte et Colomba, mais c'est surtout saint Patrick qui sera l'objet de toutes ses attentions.
Il commence par lui dédier la cathédrale de Down, auparavant église de la Sainte Trinité. Ensuite, il s'inspire du livre des prophéties de Berchán qui indique que les corps des trois saints que l'on a beaucoup changés de place au cours de la période troublée des invasions vikings seront retrouvés cachés dans une crypte de Down : en 1186, il déclare à tous avoir retrouvé leurs restes et organise une cérémonie solennelle d'inhumation des trois saints, présidée par le cardinal Vivien, légat du Pape. A Furness, John connaît le moine Jocelyn, spécialiste de l'hagiographie, il lui commande une vie de saint Patrick. Dans sa dédicace, Jocelyn qualifie John de plus illustre prince d'Ulaid. À partir de là, le culte de saint Patrick est relancé et les pèlerins affluent. Steve Flanders en conclut que : « The saint immense popularity and association with Ireland owes much to John's promotion through patronage and publication ». Fred Rankin, qui a décrit la "découverte" des restes, pense que John a agi pour des motifs politiques.
John reste loyal à Richard Cœur de Lion pendant la révolte de Jean sans Terre en 1193-1194. Mais en 1197, rendu furieux par l'assassinat de son frère Jordan par un Irlandais de sa suite, il reprend ses expéditions et pillages. Il attaque Coleraine, fortifie la frontière sur la rivière Bann, et pille le Ciannachta (nord du comté de Londonderry). Mais le roi des Cenél nEógain et Cenél Conaill le défait. Deux ans plus tard, il fonce sur l'Inishowen (nord du Donegal) en passant par le Tyrone et le Derry. En chemin il détruit des églises à Ardstraw (Comté de Tyrone) et Raphoe (Comté de Donegal) .

### Le combat contre les Lacy

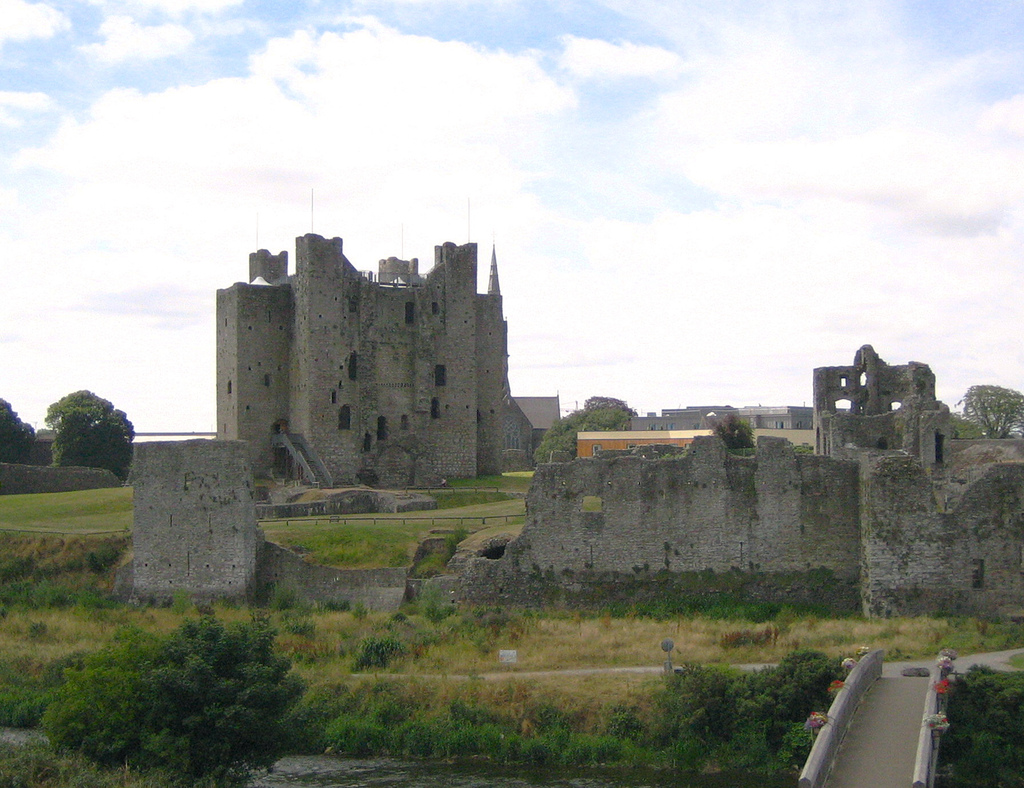
Château de Trim, comté de Meath

L'arrivée au pouvoir de Jean sans Terre en 1199 va changer la situation et la famille de Lacy, qui contrôle le comté de Meath, va vite comprendre qu'il y a une opportunité à saisir. Le nouveau roi est un personnage capricieux, vindicatif, tyrannique et versatile, qui se fera détester par ses barons, parce qu'il les dresse les uns contre les autres et accorde des faveurs pour les retirer peu après. Mais face à lui, John, qui ne fait preuve d'aucune diplomatie, se comporte de façon beaucoup trop indépendante, refuse de lui rendre hommage et le méprisera ouvertement quand il saura qu'il a tué ou fait tuer son neveu Arthur de Bretagne, qui avait été choisi par Richard Cœur de Lion comme son successeur. Le frère de ce dernier, Hugh de Lacy, fait en 1201 une campagne infructueuse au Connacht aux côtés de John ; sur le chemin du retour, il invite son compagnon d'armes dans un de ses châteaux. John accepte sans méfiance mais Lacy se saisit de lui par traitrise. Il veut le remettre à Jean sans Terre qui le réclame, mais les troupes de John ravagent le pays et Lacy préfère le libérer. À partir de là, la guerre entre John et les Lacy (Walter et son frère Hugh II) est déclarée. Entre les deux frères, il y a cependant une différence : l'aîné, Walter, est lord of Meath (il réside habituellement au château de Trim), le cadet n'a que peu de choses pour l'instant.
En juillet 1202, le roi envoie à John un sauf-conduit pour parler de paix, mais ce dernier l'ignore. Ce sera le premier d'une longue série. A l'été 1203, Hugh de Lacy l'attaque et le bat à Down. Mais John lui échappe. Un nouveau sauf-conduit est donc émis en septembre 1203. John se méfie trop du roi pour obtempérer. Au printemps 1204, nouvelle attaque d'Hugh de Lacy qui réussit à s'emparer de la personne de John. Il doit le libérer au terme d'une négociation dans laquelle John a pris deux engagements : venir faire sa soumission au roi et fournir des otages. Mais il ne bouge toujours pas. Le 31 août 1204, le roi se fâche et ordonne à Meiler Fitzhenry (en), justicier d'Irlande, et Walter de Lacy de le forcer à venir comme il s'y est engagé. Le mandement du roi rappelle qu'il a fourni des otages, dont la liste , fort instructive, sera publiée ultérieurement. John s'enfuit au Tyrone où il a des amis. Le 21 octobre, le roi émet donc un nouveau sauf-conduit, prolongé ensuite jusqu'à Pâques. Comme John fait toujours la sourde oreille, the forfeiture was at last deemed complete, and Hugh de Lacy got his reward : il est fait comte d'Ulster le 29 mai 1205. Le roi donne en outre l'ordre de transférer à Warin FitzGerald le fief de Middleton qui avait été saisi une première fois, puis rendu à John.

## Fin de vie
Après la perte de ses domaines Irlandais, John entre en rébellion. Il commence par demander au Pape de faire intervenir les évêques auprès d'Hugh de Lacy, qui bien entendu ne bouge pas. Puis, avec l'aide de son beau-frère Ragnald IV de Man, qui a mis à sa disposition une flotte de cent navires, il débarque à Strangford en Ulster et met le siège devant le château de Rath (identifié comme le château de Dundrum), qu'il n'arrive pas à prendre car il a été trop bien construit par lui. Il est finalement repoussé par les Lacy.
Mais en 1207, retournement complet de situation : William de Braose n'est plus l'allié fidèle des Lacy, il devient au contraire l'homme à abattre en tant que témoin gênant de l'horrible crime commis en 1203 sur la personne d'Arthur de Bretagne. Jean sans Terre commence en outre à regretter d'avoir donné tant de pouvoir à Hugh de Lacy. Il pense donc que John, qui a un compte à régler, pourra l'aider et lui accorde en novembre un sauf-conduit pour rentrer en Angleterre, officiellement pour revoir sa famille et ses amis. John revient donc au pays et se réconcilie avec le roi Jean, au point que ce dernier en fait un courtisan pensionné (au taux, élevé, de cent livres par an). Naturellement, quand le roi part en Irlande en 1210, John l'accompagne et participe en juillet au siège du château de Carrickfergus, où les partisans d'Hugh de Lacy se sont réfugiés. Ce dernier parvient à s'enfuir, de même que Maud de Braose et ses fils. Les Braose traversent le détroit en direction de la péninsule de Galloway où ils sont capturés par Duncan de Carrick, l'oncle de John. Le roi demande à John de les lui ramener. À défaut d'avoir pu mettre la main sur William de Braose, il fera emmurer vivants sa femme et son fils aîné. Quant aux Lacy, ils ont apparemment trouvé refuge en France et seront réhabilités sous Henri III. John ne récupère pas pour autant ses anciens domaines. On sait juste que le roi fera de nouveau appel à lui en 1216 quand Louis le Lion assiège Winchester. Un mandement du 20 juin demande aux officiers du roi d'aider John dans ses attaques contre l'ennemi et de lui garantir tout le butin qu'il pourra obtenir. Peu glorieux pour l'ancien prince de l'Ulster, mais au moins il aura eu la vie sauve. Au début du règne d'Henri III, il y a quelque évidence que certaines de ses terres anglaises lui ont été rendues, d'après un mandement de novembre 1217 au shériff des comtés d'York et Lincoln. Une charte garantissant la possession de son douaire à sa veuve Affreca, datée du 22 septembre 1219, laisse penser qu'il est mort récemment. Si l'on ne sait rien de sa mort, on sait par contre qu'Affreca, qui lui avait donc survécu, a été enterrée dans sa chère Grey Abbey, où sa tombe était encore visible au XVIIIe siècle.

## Descendance

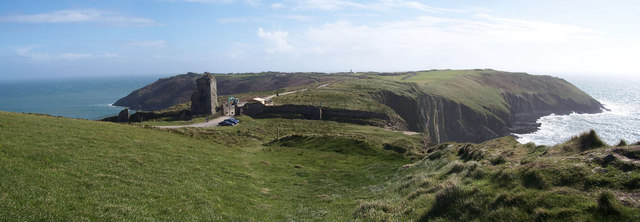
Old Head, château des lords Kingsale, comté de Cork

Selon Giraud de Barri, il n'a, comme Robert FitzStephen, pas eu d'héritier légitime. Pressés par les lords Kingsale, les peerages anglais ont fait de Miles de Courcy le fils de John et le premier lord Kingsale (par la grâce d'Henri III), et de Patrick le successeur de Miles, sans indiquer le lien de parenté. On sait pourtant que ce Miles n'était pas le fils de John mais son petit-fils, par un acte du 20 novembre 1204, au moment de l'affaire des otages (6 John, m 4) : Milon fil' Joh' de Curcy junioris, ce qui signifie qu'avant lui, il y a eu deux John, le conquérant de l'Ulster et un fils né en principe hors mariage. On retrouve d'autres traces de ce fils au moment de son assassinat en 1208 par les Lacy. Il est noté par Campion et Duffy comme seigneur de Raheny et Kilbarrack dans la région de Dublin (maintenant dans sa banlieue). Campion dit que John l'aurait laissé sur place pour espionner les Lacy.
Une autre assertion des peerages est mise en doute par tous les historiens modernes : Patrick, le premier lord Kingsale attesté par un acte de 1221 qui dresse la liste des magnats d'Irlande, aurait épousé Marjorie de Cogan, fille et héritière de Miles de Cogan. Le sort de la baronnie de Kinsale est en effet une clé du mystère : on sait que Miles de Cogan et son collègue Robert FitzStephen avaient reçu en 1177 d'Henri II chacun la moitié de l'ancien royaume de Cork (dit aussi royaume de Desmond) et représentant la partie sud du royaume de Munster. Les rois locaux ont protesté violemment et, en 1182, assassiné Miles de Cogan et son gendre, Ralph FitzStephen, fils naturel de Robert. Une transaction leur a permis de récupérer ensuite 24 des 31 cantreds du royaume. Les héritiers de Robert FitzStephen en ont gardé trois et ceux de Miles de Cogan quatre, autour de Kinsale. La suite a été investiguée par G.H. Orpen. Elle tourne autour du sort de la veuve et héritière, Marjorie de Cogan, que beaucoup pensent remariée à un Courcy. Orpen note en particulier que Marjorie a demandé en 1217 à Henri III à récupérer son héritage dans le royaume de Desmond et offert pour cela cent marcs. Si la baronnie de Kinsale se retrouve en 1221 entre les mains de Patrick, c'est probablement par mariage, mais cela pose des problèmes de chronologie si l'on veut faire de Marjorie son épouse (Miles de Cogan était plus vieux que John de presque une génération). On la verrait plus volontiers remariée à John junior, et dans ce cas on ferait de Patrick un de ses deux fils, avec Miles de Courcy. Mais il ne faut pas oublier le frère de John, Jordan, assassiné en 1197, et qui avait été marié. On ne peut pas aller plus loin. Comme le dit Orpen : « Some relationship between the two [John et Patrick] is very probable, though on this point history is mute »

## Légendes

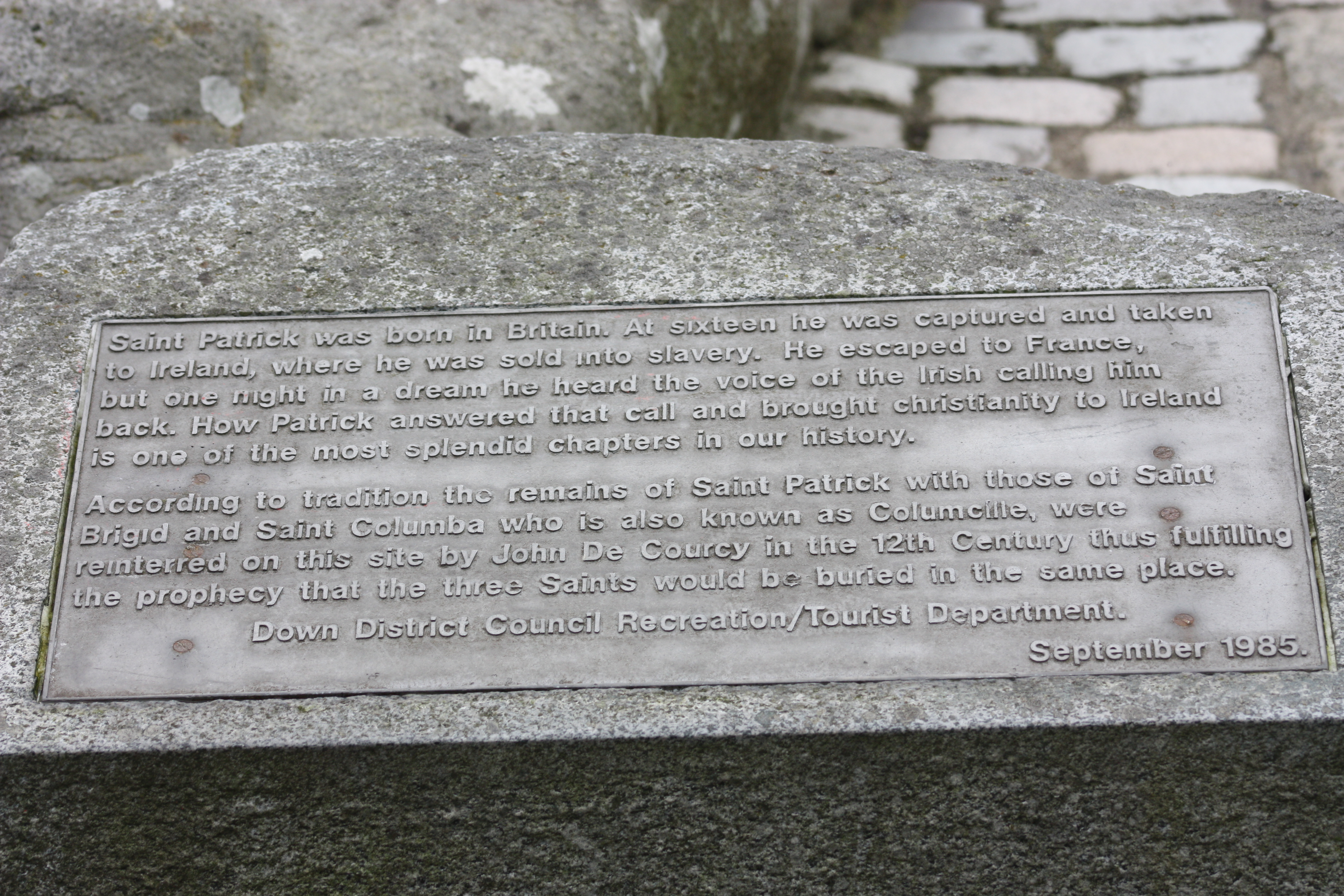
Plaque sur la tombe de saint Patrick

Sa vie a inspiré les chroniqueurs du Moyen Age au point de les inciter à écrire des histoires qui relèvent ou semblent relever de la légende. On en retiendra particulièrement trois. D'abord celle de la découverte des restes des trois saints, Patrick, Brigitte et Colomba, à Down. En 1186, l'évêque Malachie, qui connaît le souhait de John de les retrouver, prie par une nuit noire dans la cathédrale. Il demande à Dieu de lui indiquer l'endroit où on les a cachés pour échapper aux pillages des Vikings. Un rayon de lumière perce l'obscurité et désigne un endroit précis. L'évêque se précipite pour creuser et trouve les boites renfermant les ossements des saints. La suite est plus étayée : John prend l'affaire en main, demande au Pape la permission de transférer les restes dans un tombeau plus conforme à leur dignité, l'obtient et procède aux travaux. En 1196, le cardinal Vivien préside la cérémonie solennelle d'inhumation devant quinze évêques venus de toute l'Irlande. Le problème que n'avait pas prévu John, est que son entreprise a été dépassée par son succès : elle a suscité un pillage continu de la tombe au fil des siècles, chacun voulant ramener un souvenir de son pèlerinage. On a dû se résoudre au début du XXe siècle à créer une tombe factice, ornée d'une lourde pierre impossible à vandaliser, posée sur un pavage qui empêche de prélever de la terre comme le faisaient les émigrés au XIXe siècle. La plaque apposée rappelle le rôle joué par John.
La légende de sa capture par les Lacy en 1204 est tirée du Book of Howth (en), écrit par un descendant de cet Almeric de St Lawrence qu'on présente comme son beau-frère. Selon cet ouvrage, Lacy se renseigne sur la meilleure façon de capturer John, qui lui a si souvent échappé. On lui explique que le vendredi, au lieu d'être armé de pied en cap, il se vêt d'une robe de bure et va, pieds nus, faire pénitence dans une église. Au jour dit, les hommes de Lacy entrent dans l'église et cherchent à se saisir de John. Il n'a pas d'armes mais s'empare d'un lourd crucifix qu'il fait tournoyer jusqu'à tuer ou blesser treize hommes, avant que les assaillants n'en viennent à bout !
La troisième légende vante encore sa force, herculéenne à en croire les chroniqueurs. Elle se situe en 1216, au moment de la révolte des barons contre Jean sans Terre, qui avaient appelé à la rescousse le fils de Philippe Auguste, le prince Louis, et lui avaient même offert le trône. La Chesnaye l'expose dans la notice Courcy de son dictionnaire :

« Louis, fils de Philippe-Auguste, roi de France, qui disputait la couronne d'Angleterre à Jean sans Terre, lui proposa de faire combattre deux champions avec la condition que la couronne reviendrait à celui dont le champion serait vainqueur. Louis produisit un géant comme champion ; Jean sans Terre eut recours à Jean de Courcy et lui fit demander s'il voulait combattre pour lui. Il répondit qu'il ne combattrait pas pour le roi mais pour la Couronne. Il fut élargi pour se disposer au combat, mais le champion de Louis, ayant entendu parler de sa force, de son adresse et de ses anciens faits d'armes, n'osa accepter le combat et se sauva. Louis voulut voir Courcy et les deux rois lui demandèrent quelques preuves de sa force ; alors, d'un seul coup, il enfonça une hache si avant dans une poutre qu'aucun des assistants ne put l'en retirer ; mais il l'en retira sans peine sur ordre du roi. Dès ce moment, il fut comblé de présents et remis en possession de tous ses biens, et la couronne demeura à Jean »

Là-dessus se greffe ce qui pourrait être une autre légende, colportée par les peerages : John aurait à l'occasion de ce coup d'éclat réclamé un avantage supplémentaire, celui de pouvoir rester couvert devant le roi. Le problème est qu'au cours des siècles les lords Kingsale ont toujours revendiqué ce privilège, qu'aucun roi d'Angleterre ne leur a contesté. Il figure sur la plaque du tombeau d'Almericus de Courcy dans l'abbaye de Westminster. Même en France, ils s'en sont targués : quand Gerald de Courcy, comte de Kinsale, est présenté à Louis XV en octobre 1762, il est resté couvert devant le Roi en vertu d'un ancien privilège dont jouit sa famille, nous dit la Gazette de France. Ce n'est donc pas une légende, mais comme on ne peut pas croire un seul instant à l'histoire d'un combat singulier entre les champions des deux monarques, reste à trouver ce qui a justifié l'octroi d'un tel privilège.

## Sources
- Histoire de l'Irlande ancienne et moderne, par James Mac-Geoghegan Publié par A. Boudet, 1762
- Medieval Ireland, par Seán Duffy, Ailbhe MacShamhráin, James Moynes Publié par CRC Press, 2005  (ISBN 0415940524 et 9780415940528)
- (en) Giraldus Cambrensis, The Conquest of Ireland, édition 2001, lire en ligne
- (en) William Farrer, Honors and Knights' Fees, vol. I, Curcy
- (en) William Farrer, Charles Travis Clay, Early Yorkshire Charters, vol. VII
- (en) Steve Flanders, De Courcy : Anglo-Normans in Ireland, England and France in the eleventh and twelfth centuries, Four Courts Press, 2008
- (en) Steve Flanders, John de Courcy, Prince of Ulster, 2015 (romancé)
- (en) Seán Duffy, The First Ulster Plantation : John de Courcy and the Men of Cumbria, in Colony and Frontier in Medieval Ireland, essays presented to James F. Lydon, 1995
- (en) Goddard H. Orpen, Ireland under the Normans, vol. II, 1911 (ouvrage fondamental)
- (en)Dictionary of National Biography (DNB), notice John de Courcy par Round, et autres
- (en)Annals of the Four Masters lire en ligne
- (en) J. Fred Rankin, Down Cathedral, the Church of Saint Patrick of Down, 1997 (excellent chapitre III consacré à John de Courcy)